# 톈안먼 광장

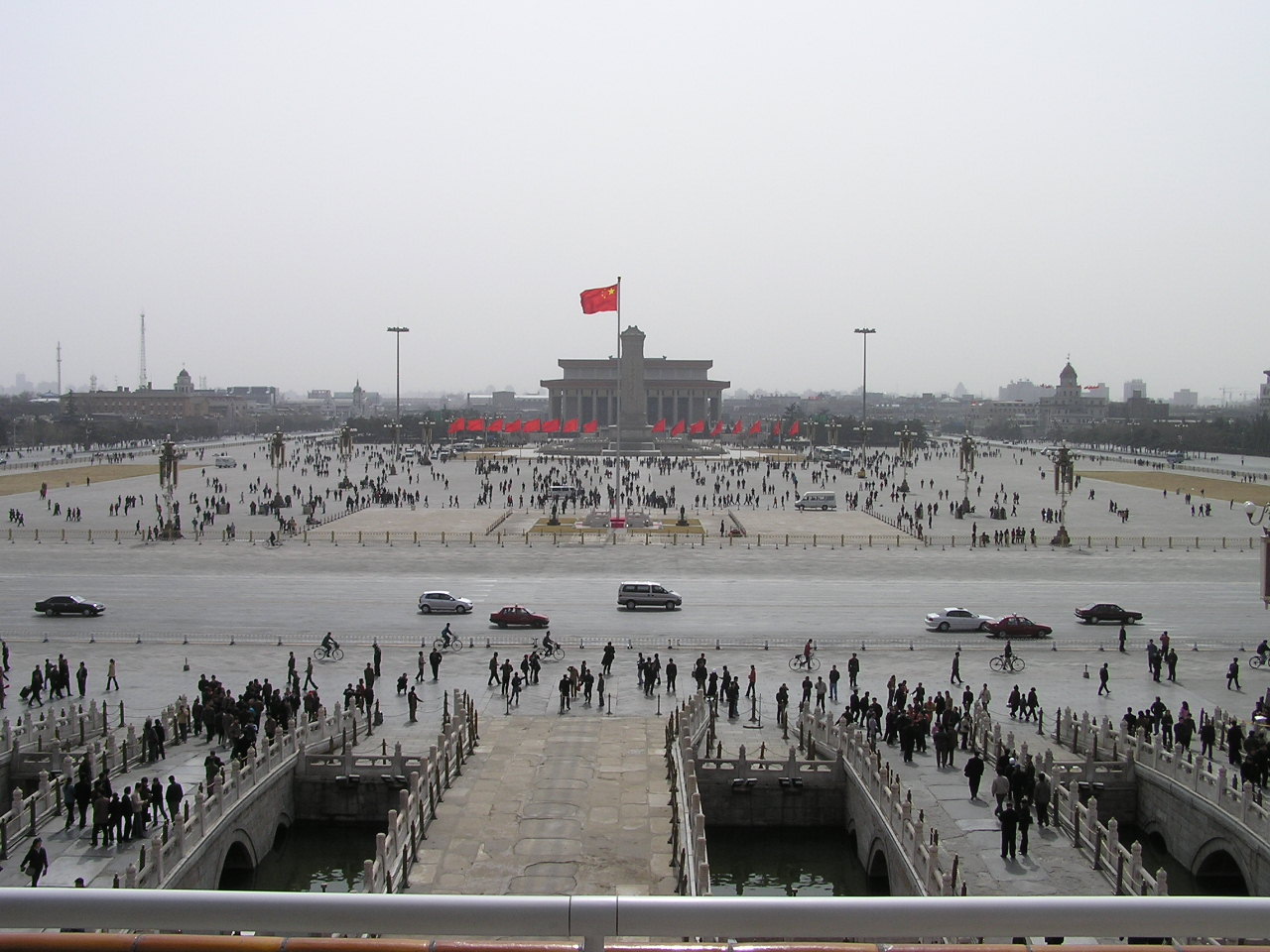
톈안먼에서 내려다본 톈안먼 광장

톈안먼 광장(천안문 광장, 중국어 간체자: 天安门广场, 정체자: 天安門廣場, 병음: Tiān'ānmén Guǎngchǎng)은 베이징의 자금성 톈안먼 앞의 광장이다. 톈안먼 광장에는 인민영웅기념비, 인민대회당, 중국국가박물관, 모주석기념당 등이 자리하고 있다. 마오쩌둥이 1949년 10월 1일에, 바로 이 곳에서 중화인민공화국의 수립을 선포하였고, 지금까지도 이를 기리는 기념식이 이어져 오고 있다. 도시에 있는 광장들 중 세계에서 가장 거대한 규모를 자랑하며, 중국사에서 상당한 역할을 했다는 점에서 역사적으로도 유서깊은 명소이다. 외국 사람들에게는 1989년의 톈안먼 사건으로도 잘 알려져 있다. 명나라 초기에 창건되어 1651년 개축되었다. 광장의 길이는 세로 880m, 가로 500m이며 면적은 440,500m²이다.

## 역사
톈안먼은 1415년, 명 대에 처음으로 지어졌다. 하지만 이 때에는 우리가 지금 볼 수 있는 넓은 톈안먼 광장을 찾아볼 수 없었는데, 당시 명나라 영락제가 북경으로 천도했던 시기에는 천안문에서 남하해 〈대명문〉(大明門)(청조에서는 〈대청문〉(大淸門), 신해혁명 후에 〈중화문〉(中華門)으로 개명)에 이르는 〈천보랑〉(千歩廊)이라고 하는 큰 길과 현재의 장안로에 존재하는 〈장안좌문〉(長安左門)과 〈장안우문〉(長安右門) 사이를 묶는 T자형의 공간이 존재하였을 뿐,  천안문 광장의 원형만이 존재하고 있었다. 이후 이자성의 난과 만주족들이 베이징으로 쳐들어오면서, 톈안먼 일대는 심각하게 파괴되었으며 이후 1651년에 톈안먼 광장이 새롭게 조성되었다. 그리고 그때부터 1950년대까지 총 4번에 걸쳐 개축되어 현재의 모습을 갖추게 되었다. 당시 대명문, 혹은 대청문, 혹은 중화문은 톈안문이나 정양문과는 달리, 순수하게 상징적인 용도로만 지어졌고, 평민들은 절대 쓰지 못했고 대부분의 경우 닫혀있었으며, 오직 황제만이 이 문을 이용하여 출입할 수 있었다. 이로 인하여 일반인들은 이 문을 돌아 양 옆에 있는 조그만 문들을 이용하여 출입해야 했고, 결국 베이징 내 교통을 크게 혼잡하게 함에 따라 이 쪽에 거대한 시장이 형성되게 하였다. 또한 이름에서 짐작할 수 있듯이, 이 문은 국가의 이름이 붙었다는 점에서 나라를 상징하는 의미를 갖고 있었다고 볼 수 있다. 
1860년, 2차 아편전쟁 때에 영국과 프랑스 군대가 베이징을 점령하였을 때, 그들은 자금성과 톈안먼 전체를 불살라 버리는 안을 고려하였다. 하지만 최종적으로는 자금성을 불사르지는 않고, 대신 여름 궁전인 원명원을 파괴하는 것으로 합의지었다. 이후 함풍제는 결국 외국 군대가 중국에 거주하는 것을 허락해주었고, 나중에는 베이징에 공사관을 건설하여 외교관들을 상주시키는 것을 허락하게 되었다. 이후 광장의 동편에 공사관 지역이 설치되었다. 이후 의화단 운동 때 8개국 연합군이 베이징을 점령하였을 때, 연합군 군대는 공사관 건물들을 심각하게 파괴하였고, 몇몇 관청들을 아예 불태워버렸다. 의화단 운동이 진압된 이후, 이 곳은 외국 군대들의 막사로 주로 사용되었다.

### 중화인민공화국 성립 이후
1954년에 〈천보랑〉의 좌우 관청과 창고를 철거하고, 중화문과 장안 좌우문을 철거해 현재의 〈톈안먼 광장〉이 형성되었다. 1958년 11월에 본격적인 개축 공사가 시작되어 약 11개월 후에 끝났다. 이 작업은 세계에서 가장 웅장하고 거대한 광장을 만들고자 한 마오쩌둥의 도시계획을 따르고자 한 것이었는데, 이 작업때문에 50,000여 명의 인부들이 동원되었고 엄청난 양의 민가들과 상업 시설들이 철거되었다. 이 때 톈안먼 광장 건축에 더해  그 남쪽에 〈인민영웅기념비〉도 건설되었다. 이후에 광장 서쪽에 인민대회당, 동쪽에는 중국국가박물관이 세워졌다. 또한 1976년 마오쩌둥이 사망하면서, 그 다음 해에 걸쳐 광장의 남쪽 중화문 유적 부근에 모주석 기념당이 신설되었다. 
1971년 당시에는 칼 마르크스, 프리드리히 엥겔스, 블라디미르 레닌, 스탈린, 마오쩌둥 등 공산주의 지도자들의 초상화를 그려 내걸었다. 이후 게샤오광이 그린 마오쩌둥의 초상화가 현재의 자리에 내걸렸고, 나중에 갈수록 소련식 공산주의가 쇠퇴함에 따라 마오쩌둥을 제외한 지도자들의 초상화는 철거되고 5월 1일 노동절에만 걸리게 되었다.
중화인민공화국이 세워지고 약 10년간, 매년 10월 1일에는 건국을 기념하여 톈안먼 광장에서 거대한 열병식을 개최하였다. 이 열병식은 소련에서 열리던, 볼셰비키 혁명을 기념하는 의미의 모스크바 열병식와의 경쟁으로서의 의미도 갖고있기도 하였다. 하지만 대약진 운동 이후 국가 전체가 피폐해지자, 중국 당국은 매 10년에 한 번씩만 대규모 열병식을 개최하고, 그 외 연도에는 소규모로만 개최하기로 결정지었다. 하지만 얼마 지나지 않아 일어난 문화대혁명의 혼란으로 인해 소규모의 열병식조차 하는 것조차도 힘들 정도였다. 1979년에는 덩샤오핑이 집권하는 중이었고, 중국이 여전히 국경지대에서 일어난 베트남과의 무력 충돌의 휴우증으로 신음하던 동안이었기 때문에 중국은 다시 대규모 열병식을 벌이는 것을 취소하였다. 1984년에 중국의 정치적, 경제적 상황이 어느정도 안정되자 중국은 1959년 이후 처음으로 대규모 군사 열병식을 벌였다. 톈안먼 사태가 일어난 1989년에는 그 어떠한 행사조차도 열리지 않았으나, 1999년과 2009년에는 다시 열병식을 개최하였다. 2015년 5월 8일에는 제 2차 세계대전의 종전 70주년을 기념하여 대규모 열병식을 벌여 국력을 과시하였다.
톈안먼 광장은 최대 60만 명을 수용할 수 있으며, 국가 행사 등의 무대가 되며 중국 내의 핵심적인 장소 중 하나로 떠오르게 되었다. 그에 따라 몇 번이나 혁명 운동의 무대로도 이용되어 여러 항쟁이 일어난 장소이며, 1989년에는 반정부 시위를 유혈진압한 1989년 천안문 사건이 발생하였다.

## 구조

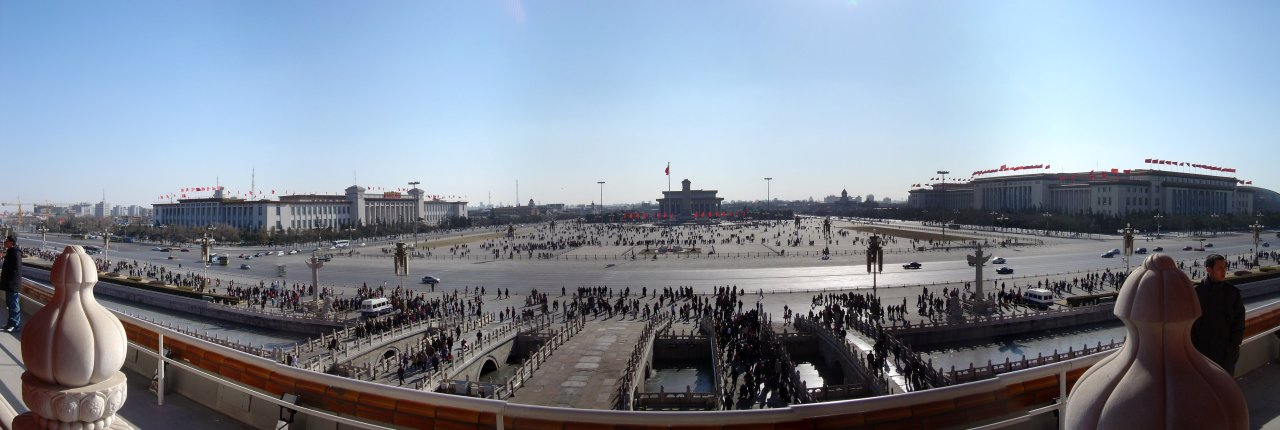
천안문에서 본 천안문 광장 전경. 정면이 인 영웅기념비와 모주석 기념당, 왼쪽이 국가박물관, 오른쪽이 인민대회당

남북 880m, 동서 500m의 세계 최대의 광장이다. 포석은 화강암이다. 북쪽은 베이징 제일의 큰 길인 장안로가 위치하며, 그 반대 쪽인 자금성(고궁)의 입구에 천안문이 위치한다. 광장 안은 북쪽에서 인민영웅기념비, 모주석 기념당, 정양문(正陽門)(전문, 前門)이 설치되었고, 광장의 서쪽에는 인민대회당(전국인민대표대회 의사당), 동쪽에는 중국국가박물관(구 〈중국역사박물관〉 및 〈중국혁명박물관〉)이 있다. 이것은 태양이 뜨는 방향을 과거, 지는 방향을 미래에 비유한 것이다.
주위 보도의 포석에 섞여 장방형 철판이 깔려 있는 부분이 있어, 아래에 물을 흘릴 수 있도록 배수로 구조로 되어 있다. 대규모 집회에는 철판을 떼어 내고 주위를 천막으로 가려, 임시 화장실로 사용할 수 있다.

## 광장
국내 외의 관광객으로 넘치고 있지만, 국가적 상징 시설로 잘 활용되고 있으며, 많은 경비병이 순찰을 하고 있다. 일찍이 두 번의 천안문 사건이 일어난 장소이기 때문에, 중국 정부나 중국 공산당에 비판적인 시위가 재발하지 않게 하고 있다.
광장 북부에는 국기게양대가 있어, 일출과 일몰에 맞추어 매일 국기의장대에 의한 국기의 게양식이 있다. 많은 사람들이 지켜보는 가운데 실시된다. 또 야간은 특정일을 제외하고는 출입금지 지역이 된다.

### 건축물
광장 내의 주요 건축물로는 다음과 같은 것들이 있다.
- 인민영웅기념비

## 스포츠
베이징 올림픽의 마라톤은 이 광장에서 출발하여 대천황이 하늘에 제사를 지내는 천단 공원, 베이징 대학교, 칭화 대학교 등을 통과하여 베이징 국가 체육장으로 도착하는 코스로 설정되었다.

## 갤러리

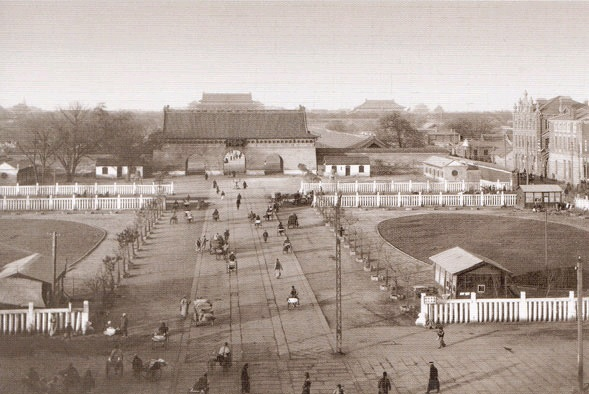
예전의 중화문(中華門). 이쪽으로 천보랑(千歩廊)이 있었다.
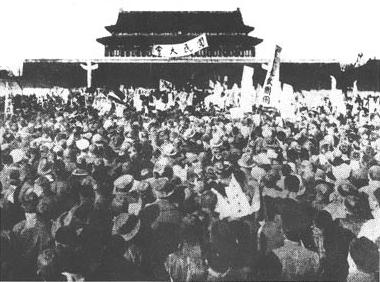
1926년 3월 18일에 단치루이의 베이징 정부와 열강 제국에 의한 천안문 앞 항의 운동을 하는 민중. 이때 3·18 학살 사건이 일어났다
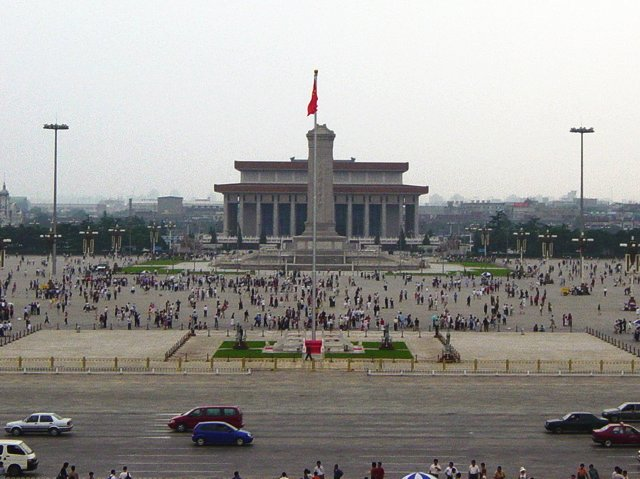
인민영웅기념비와 모주석 기념당
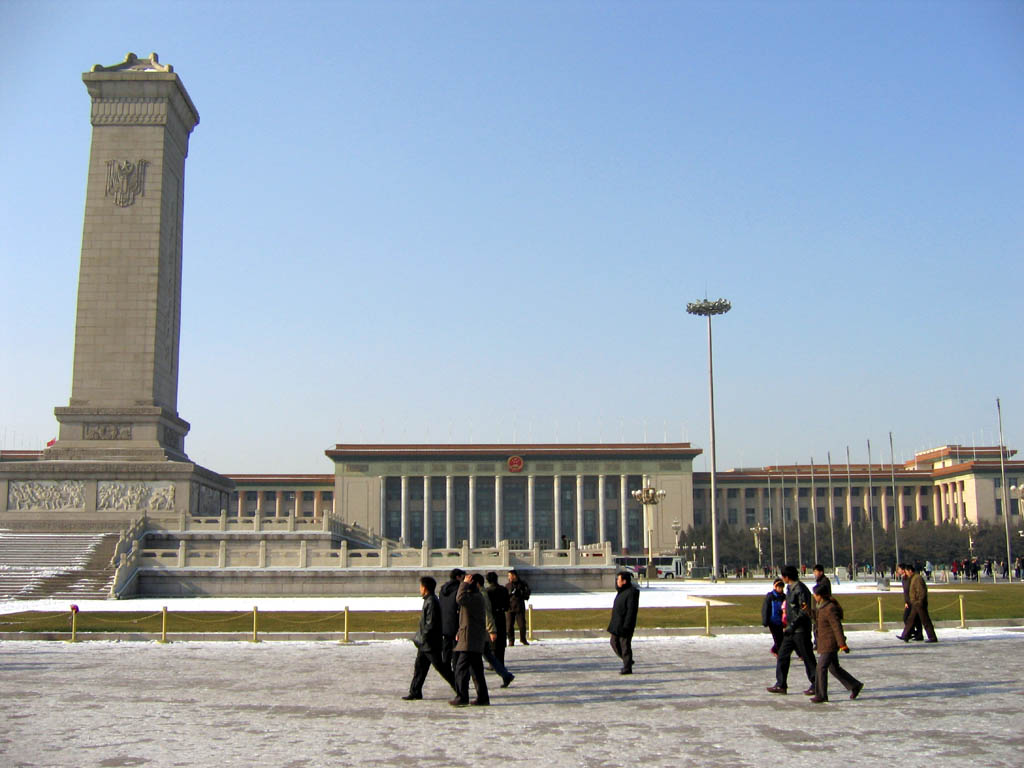
인민영웅기념비와 인민대회당(대한민국의 국회의사당에 해당)

## 같이 보기
- 1989년 천안문 사건
- 김일성광장
- 천안문